# Campionato mondiale di street hockey 2011
Il 10º Campionato mondiale di street hockey, si tenne nel periodo fra il 19 e il 26 giugno 2011 in Slovacchia, nella città di Bratislava.
Il torneo è stato vinto dalla Republica Ceca, la quale ha conquistato il suo terzo titolo sconfiggendo in finale la Canada per 3-1. La Slovacchia, sconfiggendo la Stati Uniti per 7-2 ottenne la medaglia di bronzo.

## Gironi preliminari

### I Divisione

#### Girone A
| Pos. |            | PG | V | N | P | GF | GS | DR  | Pt | Accede a         |
| 1.   | Canada     | 4  | 3 | 1 | 0 | 29 | 10 | +19 | 7  | Semifinali       |
| 2.   | Portogallo | 4  | 2 | 1 | 1 | 15 | 13 | +2  | 5  | Quarti di finale |
| 3.   | Rep. Ceca  | 4  | 2 | 1 | 1 | 17 | 7  | +10 | 5  | Quarti di finale |
| 4.   | Finlandia  | 4  | 1 | 1 | 2 | 13 | 17 | -4  | 3  |                  |
| 5.   | Germania   | 4  | 0 | 0 | 4 | 4  | 31 | -27 | 0  |                  |

#### Girone B
| Pos. |             | PG | V | N | P | GF | GS | DR  | Pt | Accede a         |
| 1.   | Slovacchia  | 4  | 4 | 0 | 0 | 21 | 2  | +19 | 8  | Semifinali       |
| 2.   | Grecia      | 4  | 3 | 0 | 1 | 15 | 7  | +8  | 6  | Quarti di finale |
| 3.   | Stati Uniti | 4  | 2 | 0 | 2 | 20 | 13 | +7  | 4  | Quarti di finale |
| 4.   | Svizzera    | 4  | 1 | 0 | 3 | 7  | 14 | -7  | 2  |                  |
| 5.   | Austria     | 4  | 0 | 0 | 4 | 6  | 33 | -27 | 0  |                  |

## Fase ad eliminazione diretta

### Quarti di finale
| 24 giugno 2011 | Rep. Ceca | 5 – 1 (0-1; 4-0; 1-0) | Grecia |  |

| 24 giugno 2011 | Stati Uniti | 5 – 2 (2-1; 1-1; 2-0) | Portogallo |  |

### Semifinali
| 25 giugno 2011 | Rep. Ceca | 2 – 0 (2-0; 0-0; 0-0) | Slovacchia |  |

| 25 giugno 2011 | Canada | 6 – 5 (3-1; 3-1; 0-3) | Stati Uniti |  |

### Finale 3º/4º posto
| 26 giugno 2011 | Slovacchia | 7 – 2 (2-0; 3-1; 2-1) | Stati Uniti |  |

### Finale
| 26 giugno 2011 | Rep. Ceca | 3 – 1 (2-0; 1-1; 0-0) | Canada |  |

## Graduatoria finale
| Pos | Squadra      |
| --- | ------------ |
|     | Rep. Ceca    |
|     | Canada       |
|     | Slovacchia   |
| 4   | Stati Uniti  |
| 5   | Portogallo   |
| 6   | Grecia       |
| 7   | Finlandia    |
| 8   | Germania     |
| 9   | Austria      |
| 10  | Svizzera     |
| 11  | Pakistan     |
| 12  | Francia      |
| 13  | Bermuda      |
| 14  | Regno Unito  |
| 15  | Isole Cayman |
| 16  | Hong Kong    |
| 17  | Spagna       |
| 18  | Ungheria     |